# Sanité Belair
Pour les articles homonymes, voir Belair.
Sanité Belair de son vrai nom Suzanne Bélair (1781-1802), est une ancienne esclave affranchie devenue révolutionnaire et officière de l'armée de Toussaint Louverture lors de la Révolution haïtienne.

## Biographie
Suzanne, connue sous le surnom de Sanité, est une  affranchie, née à Verrettes en 1781. Elle épouse en 1796 Charles Bélair, neveu, aide de camp et lieutenant de Toussaint Louverture qui a rallié le général de Saint-Domingue Maynaud et la République française.
Elle participe activement à la Révolution haïtienne et devint sergente, puis lieutenante de l'armée de Toussaint Louverture, pendant le conflit contre les troupes françaises de l'expédition de Saint-Domingue.
Sanité Belair pousse son mari à prendre le parti des indépendantistes.
En août 1802, Sanité Belair et son mari Charles Belair participent aux combats dans les montagnes des Verrettes contre l’expédition napoléonienne menée par le général Leclerc venu rétablir l’esclavage dans la colonie de Saint-Domingue. Ils appellent leurs frères aux armes, et rallient à leur cause toute la population de l'Artibonite. Des femmes participent donc à l’insurrection et aux combats armés. Sanité Belair se montre une guerrière redoutable, elle peut aussi être vindicative et intraitable. Par son courage et son engagement, elle est considérée comme l’âme de la conjuration.

Ils obtiennent d’abord quelques succès, occupant les hauteurs de l’Artibonite avec une partie des troupes coloniales qui avaient été à la solde du général Charles Victoire Emmanuel Leclerc et ont rejoint les insurgés. Leclerc envoie contre eux Jean-Jacques Dessalines, autant pour compromettre celui-ci vis-à-vis des Haïtiens que pour ménager ses propres troupes. Dessalines part avec l’intention de se joindre aux mécontents, s’il les trouvait en force, mais il juge à son arrivée que l’insurrection du couple Belair est prématurée. De plus, ses prétentions au commandement en chef ne pouvait que nuire au succès de la cause.

Drapeau des insurgés haïtiens en 1803.

Les insurgés de Sans-Souci furent obligés de se rejeter dans les bois. Sanity Belair tombe entre les mains des Français. Pour essayer de  sauver son épouse, Charles Belair se constitue prisonnier. Ils sont envoyés au Cap chargés de fers. Six heures après leur arrivée au Cap, une commission militaire, entièrement composée de noirs et de mulâtres, et présidée par Clervaux, est appelée à les juger[réf. nécessaire]. Sanité Belair est accusée, entre autres chefs, d'avoir assassiné un jeune blanc soupçonné d’espionnage. Les juges n’hésitent pas à tromper la méfiance de leurs ennemis par le sacrifice public d’un des leurs : Sanité et Charles Belair sont condamnés à mort à l’unanimité. La commission militaire condamne Charles Belair à être fusillé, en considération de son grade, et Sanité Belair, comme femme, à être décapitée,.
Le jour de l'exécution, le 5 octobre 1802, Sanité Belair, qui veut mourir en soldate, exige d'être fusillée également ,. « Le bourreau, malgré ses efforts, ne put la faire courber contre le billot. L’officier qui commandait le détachement fut obligé de la faire fusiller ».
Sanite Belair est considérée comme l'une des quatre héroïnes les plus symboliques de l'indépendance d'Haïti en 1804, aux côtés de Catherine Flon, de Cécile Fatiman et de Dédée Bazile.

## Postérité
En 1942, Sanite Bélair est l’héroïne de deux pièces représentées à Port-au-Prince : l’une, non retrouvée, par Olivia Rosemond-Manigat, l’autre, par Jeanne Perez, L’héroïsme de Sanite Bélair a été publiée aux éditions La Semeuse. 
En 2022, Sanité Belair est le personnage principal de la pièce de théâtre Opéra poussière de Jean D'Amérique. La pièce est lauréate du Prix RFI Théâtre 2021.

## Autres
Le portrait de Sanité Belair est imprimé sur les billets de dix gourdes, édité en 2004 en commémoration de l'indépendance,. Elle est la seule femme de cette série commémorative et seulement la deuxième femme à être représentée sur un billet haïtien (après Catherine Flon).